# Д’Альбер д’Айи, Мишель Фердинан
Мише́ль Фердина́н д’Альбе́р д’Айи́ (фр. Michel Ferdinand d’Albert d’Ailly; 31 декабря 1714[…], Версаль — 23 сентября 1769[…], Отель Вандом или Париж) — 5-й герцог де Шон (1744), герцог Пикиньи, французский государственный и военный деятель, учёный, астроном, физик, коллекционер.

## Биография
Сын маршала Луи Огюста д’Альбера д’Айи. С юности готовился для духовной службы. Смерть двух старших братьев в 1731 году, сделала его наследником Дома Д’Альбер. Позже ему был пожалован титул герцога Пикиньи, а после смерти в 1744 году стал герцогом де Шон.
С 1731 года служил в мушкетёрах, затем — корнет лёгкой кавалерии, в 1733 году в чине капитан-лейтенанта командовал лёгкой кавалерией Дома короля.
В 1734 году служил в штабе Келе, в 1735 году командовал армией Рейна.
Участвовал в войне за австрийское наследство. В 1740 году был назначен бригадиром королевской армии, в 1743 году — лагерным маршалом. В 1742 году участвовал в Богемской кампании, в 1743 году служил в армии Фландрии. В том же году был ранен в Деттингенском сражении и получил Орден Святого Людовика. Особенно отличился в сражении при Фонтенуа (1745).
Исполнял функции губернаторов Амьена и Корби (1743), Пикардии и Артуа (1752).
В 1750—1752 годах был назначен президентом штатов, эмиссаром короля в Бретани, но возбудил неудовольствие дворян своими резкими выходками.
Мишель Фердинанд де Шон был одним из директоров Французской Вест-Индской компании.

## Научная деятельность
Проявлял особенную любовь к наукам, особенно к астрономии и физике, и пользовался хорошей репутацией в учёных кругах. В 1743 году он был избран почётным членом Французской академии наук. Был вице-президентом Королевской академии наук в 1745, 1749 и 1758 годах и президентом Королевской академии наук в 1746, 1750 и 1759 г. Принимал участие в строительстве северного крыла Версальского дворца.
Интересовался научными инструментами и использовал большую часть своих доходов для их создания и изготовления.
По его указаниям была построена большая электрическая машина, которую он впервые во Франции использовал для получения в лабораторных условиях эффекта молнии.
В 1745 опубликовал мемуары в форме статей, в которых описывались его физические эксперименты. В этой работе он описал своё открытие особенностей дифракции световых лучей, отражённых вогнутым зеркалом, и о том, как они могут быть остановлены доской, проколотой посередине.
В 1765 году он представил астрономический инструмент, оснащённый двумя ахроматическими линзами. Он также изобрёл новый микроскоп и построил его на свои средства в Англии. По его описанию — новый микроскоп включал несколько пластин. Также он планировал начать производство искусственной минеральной воды.

## Коллекционирование
Славился также своей замечательной коллекцией редких и любопытных предметов искусства из Египта, Греции и Китая, включая этрусские вазы всех видов, старинную бронзу и образцы натуральной истории, а также своей богатой библиотекой.

## Избранные сочинения
- «Mémoire sur la diffraction» (1743);
- «Nouvelle Méthode pour diviser les instruments de mathématiques» (в «Description des arts et métiers», 1768);
- «Description d’un microscope et de différents micromètres destinés à mesurer des parties circulaires avec la plus grande précision» (1769) etc.

## Семья
Жена Анна-Жозефина Боннье де ла Моссон (1718—1787), одна из фрейлин королевы Франции Марии Лещинской. Сын Луи Жозеф (1741—1792), 6-й герцог де Шон, был химиком и аристократом.

## Награды
- Кавалер ордена Святого Духа.
- Рыцарь Королевского и военного ордена Святого Людовика.